# Vladimir le Beau Soleil

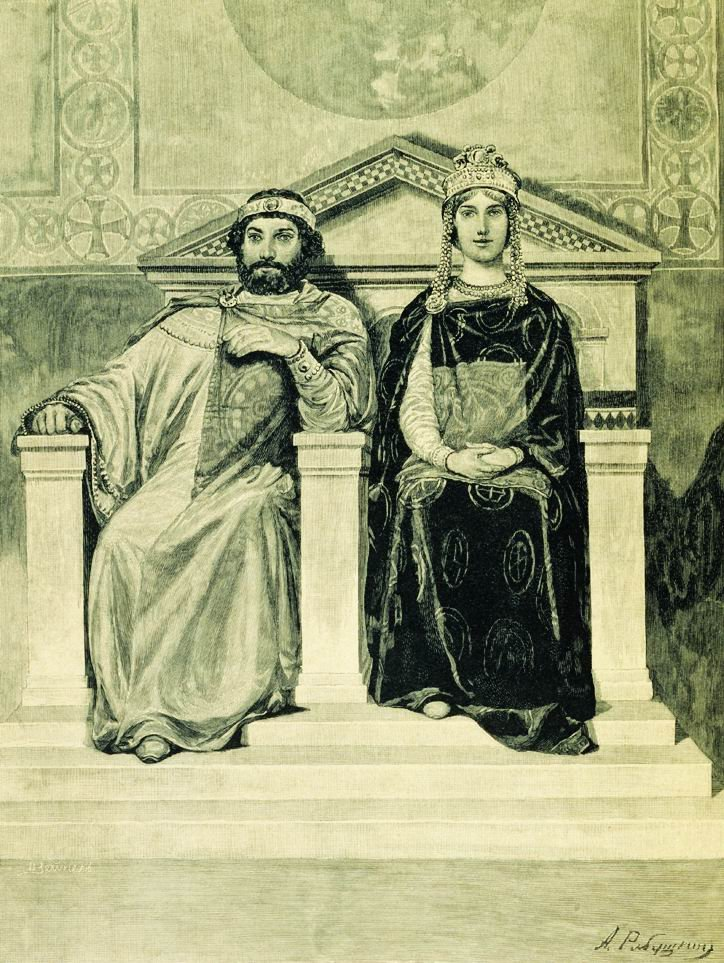
Andreï Riabouchkine. Vladimir le Beau Soleil et son épouse Apraxie Korolevitcha. 1895. Illustration du livre « Bogatyrs des bylines russes »

Vladimir le Beau Soleil (russe : Влади́мир Кра́сное Со́лнышко), parfois traduit en français de façon erronée Vladimir le Soleil rouge, est un personnage des bylines russes, inspiré de Vladimir l'Ancien et de Vladimir Ier. Il a le rôle de knèze de Kiev, et est l'une des figures-clés des bylines du cycle de Kiev, unifiant un grand nombre de bogatyrs russes. Il est leur chef, mais il ne peut prétendre à l'appellation de bogatyr. Il peut être considéré comme un écho de personnages historiques, ou comme une figure mythique, personnifiant des forces de la nature (le Soleil Dajbog). On peut retrouver en lui des échos des knèzes de Kiev Vladimir Ier et Vladimir II Monomaque, auxquels il ne peut malgré tout être entièrement assimilé. Il utilise sans hésiter les services des bogatyrs en cas de danger, mais ne souhaite en aucun cas risquer sa vie, et se sert parfois des bogatyrs injustement. Le caractère autoritaire de Vladimir pourrait provenir des anciens despotes de l'ancienne Rus', aussi bien que d'une influence byzantine du pouvoir central illimité, ou de souvenirs de l'époque d'Ivan le Terrible.

## Œuvres faisant apparaitre Vladimir le Beau Soleil

### Littérature
Rousslane et Lioudmila , d ' Alexandre Pouchkine
Vladimir Volkoff a mis en scène Vladimir dans un roman intitulé Vladimir le Beau Soleil paru à Saint-Pétersbourg en 1991 et une bande dessinée portant le titre de Vladimir le Soleil radieux parue à Bruxelles en 1992.

### Cinéma
- Ilya Mouromets (1956 ; URSS), sous la direction d'Alexandre Ptouchko, avec Andrei Abrikossov dans le rôle de Vladimir.
- Rouslan et Ludmila (1972 ; URSS), sous la direction d'Alexandre Ptouchko, avec Andrei Abrikossov dans le rôle de Vladimir.

### Dessins animés
- Vassilissa Mikoulichna (1975 ; URSS) sous la direction de Roman Davidov, avec la voix de Vladimir Basov pour Vladimir.
- Alesha Popovitch et Tougarine Zmey (2004 ; Russie) sous la direction de Konstantin Bronzit, avec la voix de Sergueï Markovetski pour Vladimir.
- Prince Vladimir (2006 ; Russie) sous la direction de Youri Koulakov, avec la voix de Sergueï Bezroukov pour Vladimir.
- Dobrynya Nikititch i Zmey Gorynytch (2006 ; Russie) sous la direction d'Ilya Maksimov, avec la voix de Sergueï Makovetski pour Vladimir.
- Ilya Mouromets et Solovey Razboïnik (2007 ; Russie) sous la direction de Vladimir Toroptchine, avec la voix de Sergueï Makovetski pour Vladimir.
- Les trois bogatyrs et la tsarine de Chamakhansk[3] (2010 ; Russie) sous la direction de Sergueï Glezine, avec la voix de Sergueï Makovetski pour Vladimir.
- Les trois bogatyrs sur les rivages lointains (2012 ; Russie) sous la direction de Konstantin Feoktistov, avec la voix de Sergueï Makovetski pour Vladimir.
- Les trois bogatyrs. Le coup du cavalier (2015 ; Russie) sous la direction de Konstantin Feoktistov, avec la voix de Sergueï Makovetski pour Vladimir.